# Aleksandr Goetsjkov
Aleksandr Ivanovitsj Goetsjkov (Russisch: Алекса́ндр Ива́нович Гучко́в) (Moskou, 14 oktober 1862 - Parijs, 14 februari 1936) was een Russisch industrialist en politicus.

## Achtergrond en vroege carrière
Aleksandr Goetsjkovs voorvaderen waren horigen die behoorden tot de Oudgelovigen. Aleksandrs overgrootvader, Fjodor, kocht zich vrij van zijn meester en stichtte een kleine wolfabriek te Preobrazjenskoje. Zijn grootvader, Jefim, bracht de onderneming tot grote bloei en was burgemeester van Moskou. Tegen de tijd van Aleksandrs geboorte was de familie puisant rijk. De ouders van Aleksandr waren Ivan Goetsjkov en de Française Coralie Vacquier. Naast Aleksandr kreeg het echtpaar nog vier zonen: Nikolaj Goetsjkov (1860-1935) - de latere burgemeester van Moskou, Fjodor - carrière-officier en tweelingbroer van de eerste, Konstantin en Viktor. Nikolaj en Fjodor waren ouder dan Aleksandr.
Aleksandr Goetsjkov studeerde filosofie en economie in Moskou en Duitsland. In 1888 werd hij vrederechter te Moskou. In 1893 werd hij in het uitvoerende comité van Moskou gekozen. Tijdens de grote hongersnood van het einde van de negentiende eeuw was hij bestuurder in het Gouvernement Nizjni Novgorod. Nadien was hij eigenaar van een grote verzekeringsmaatschappij. Tijdens de Tweede Boerenoorlog (1899-1902) vocht hij als vrijwilliger aan de zijde van de Boeren in hun strijd tegen de Britten. Goetsjkov raakte gewond en werd gevangengenomen. In 1902 steunde hij als vrijwilliger de strijd van de Macedoniërs tegen de Turken. Tijdens de Russisch-Japanse Oorlog (1904) was hij vertegenwoordiger van het Rode Kruis in het Verre Oosten.

## Eerste Russische Revolutie
Aleksandr Goetsjkov bevond zich tijdens de Eerste Russische Revolutie van 1905 te Moskou. Hij ging als vertegenwoordiger van de Zemstvo's (regionaal zelfbestuur) naar Sint-Petersburg om het Congres van de Zemstvo's bij te wonen. Hij liet van zich horen als tegenstander van de revolutionaire woelingen en tijdens een onderhoud met tsaar Nicolaas II adviseerde hij de laatste om hard op te treden tegen de revolutionairen. In de zomer van 1905 had hij een gesprek met de gematigde liberaal Dmitri Sjipov die hem overtuigde van het nut van een volksvertegenwoordiging.
In oktober 1905 presenteerde tsaar Nicolaas II - op advies van de premier, graaf Sergej Witte - het zogenaamde Oktobermanifest waarin de tsaar een grondwet en een volksvertegenwoordiging, een Doema, beloofde. In november 1905 richtten Goetsjkov, Sjipov, Aleksandr Rodzjanko - een landjonker - e.a. behoudensgezinde liberalen de Unie van 17 Oktober (beter bekend als de "Oktobristenpartij") op. De Oktobristen waren voorstander van het ten uitvoer brengen van het Oktobermanifest. Daarnaast waren de Oktobristen uitgesproken monarchisten. De Oktobristenpartij was een elitepartij, geleid door rijke industriëlen en de adel. Sjipov werd tot voorzitter van de Oktobristenpartij gekozen.

## Doemalid
Bij de verkiezingen voor de eerste Staatsdoema in april 1906 deed de Oktobristenpartij het bijzonder slecht. De partij verwierf maar 17 zetels. De liberale partij die iets links van de Oktobristenpartij stond, de Constitutioneel-Democratische Partij (KDP, vooral bekend onder de naam "Kadetten"), kwam met 179 zetels als grote winnaar uit de bus. Bij de verkiezingen voor de tweede Staatsdoema deed de Oktobristenpartij het opnieuw slecht. Sjipov trad als gevolg van de slechte verkiezingsresultaten terug en liet het voorzitterschap aan Goetsjkov. De Oktobristen begonnen hun steun aan het kabinet onder premier Pjotr Stolypin op te voeren. De Oktobristen steunden de wijziging van de kieswet ten gunste van de adel en de rijken. Mede hierdoor boekte de Oktobristenpartij bij de verkiezingen voor de derde Staatsdoema in de herfst van 1907 een grote overwinning. De Oktobristenpartij werd met 120 zetels de grootste partij in de Doema en de Oktobrist Nikolaj Chomjakov werd tot voorzitter van de Staatsdoema gekozen. Goetsjkov werd bij de derde doemaverkiezingen ook in het parlement gekozen en werd hoofd van de commissie Defensie. Als doemalid begon Goetsjkov zich te verzetten tegen de regeermethoden van premier Stolypin, die na de derde verkiezingen voor de Staatsdoema weinig gewag meer maakte van het doorvoeren van hervormingen.
Van 29 oktober 1910 tot 14 maart 1911 was Goetsjkov voorzitter van de Staatsdoema.
Goetsjkov was als parlementariër weinig populair: Rechts beschuldigde hem van verraad aan de autocratie en links zag hem vooral als steunpilaar van de regering. Goetsjkov werd omschreven als een man "die eerder een originele obstructionist dan een overtuigde democraat was." Goetsjkov stond bekend als man die (delen van de) inhoud van geheime stukken naar journalisten lekte. In 1912 lekte hij brieven tussen de tsarina (Alexandra Fjodorovna) en de monnik Raspoetin. Delen van de inhoud van de brieven verschenen in Sint-Petersburgse kranten. De inhoud suggereerde een intieme relatie tussen Raspoetin en de tsarina en haar dochters. Goetsjkov beschuldige Raspoetin ervan te behoren tot de sekte der chlysten. De relatie tussen het hof en Goetsjkov was hierna danig verslechterd.

## Eerste Wereldoorlog en de Februarirevolutie

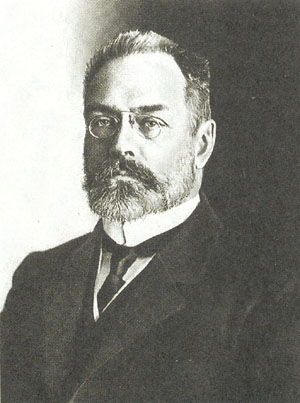
Aleksandr Goetsjkov

Aan het begin van de Eerste Wereldoorlog (1914) werd Goetsjkov commissaris van het Rode Kruis in de Raad van Zemstvo's. Later werd hij voorzitter van het Russische Rode Kruis. In 1915 werd Goetsjkov voorzitter van het Centraal Comité van Raad van de Oorlogsindustrie.
In 1915 steunde hij de nauwe samenwerking tussen de Oktobristenpartij en de Constitutioneel-Democratische Partij van Pavel Miljoekov.
Goetsjkov was een man die in complotten dacht. Tijdens de Eerste Wereldoorlog was Goetsjkov - een fel voorstander van Russische deelname aan de zijde der Entente - ervan overtuigd dat de tsarina (van Duitse afkomst) en Raspoetin agenten van de Duitsers waren. In de ogen van Goetsjkov was het het beste dat de tsaar zou aftreden ten gunste van een liberaalgezinde grootvorst (grootvorst Nicolaas Nikolajevitsj?, Michaël Aleksandrovitsj?).
Tijdens de Februarirevolutie van 1917 vormde Rodzjanko een Voorlopig Comité (12 maart) die de taken van de regering overnam. In dit Voorlopig Comité had Goetsjkov zitting als minister van Oorlog. De eerste taak van Goetsjkov was om, samen met de rechtse monarchist Vasili Sjoelgin, naar Pskov te reizen waar de tsaar en zijn staf zich ophielden in de keizerlijke trein. Goetsjkov en Sjoelgin moesten de tsaar bewegen troonsafstand te doen. Op 15 maart ondertekende Nicolaas II in het bijzijn van Goetsjkov en Sjoelgin de akte van troonsafstand. De tsaar deed geen troonsafstand ten gunste van zijn zoon, de aan hemofilie lijdende tsarevitsj Aleksej, maar ten gunste van zijn broer, grootvorst Michaël. 
Terug in Petrograd sprak Sjoelgin de verzamelde menigte op het station toe. Hij maakte de troonsafstand van tsaar Nicolaas II ten gunste van zijn jongste broer bekend en sloot de toespraak af met de woorden: "Lang leve tsaar Michaël!" De menigte reageerde woest en probeerden Sjoelgin en Goetsjkov te grijpen. De beide heren wisten ternauwernood te ontsnappen.
Sjoelgin en Goetsjkov reden naar een geheim adres waar grootvorst Michaël, leden van de nieuwe Voorlopige Regering, Rodzjanko, Pavel Miljoekov, prins Georgi Lvov (de nieuwe premier) en de voorzitter van de Sovjet van Petrograd, Aleksandr Kerenski vergaderd waren. Er brandde een heftige discussie los of Michaël de kroon moest aanvaarden. Miljoekov, Sjoelgin en Goetsjkov dwongen de grootvorst haast de kroon te aanvaarden omdat de monarchie "de enige eenmakende kracht in Rusland was". Rodzjanko, Kerenski (een republikein) en prins Lvov lieten in weten dat wanneer Michaël de troon zou bestijgen, zij niet konden instaan voor de veiligheid van de nieuwe tsaar. Michaël zag na overleg met Rodzjanko en Lvov af van de kroon.
Na de gebeurtenissen van begin maart 1917 bleef Goetsjkov nog tot 29 april 1917 aan. Hij verdedigde het standpunt dat Rusland de oorlog aan de zijde van de Entente moest blijven voortzetten. Deze opvatting werd steeds minder populair en leidde tot het vertrek van zowel Goetsjkov als Ivan Godnev - de andere Oktobristische minister naast Goetsjkov.
Na zijn aftreden bepleitte hij met Rodzjanko de vorming van een "sterke regering" en verbond hij zich met generaal Lavr Kornilov die in augustus 1917 een poging tot staatsgreep ondernam.

## Ballingschap
Na de Oktoberrevolutie van 1917, die de bolsjewieken aan de macht bracht, week Goetsjkov uit naar Parijs waar hij actief was binnen de anti-bolsjewistische immigrantenmilieus.
Aleksandr Goetsjkov overleed in 1936 op 73-jarige leeftijd.

## Vrijmetselaar
Aleksandr Goetsjkov was samen met Aleksandr Kerenski de bekendste vrijmetselaar. Als vrijmetselaar behoorde hij tot de zogenaamde "Politieke Vrijmetselarij", een liberaal gezelschap zonder rituelen en inwijdingen die in hun loges de politieke problemen bespraken en mogelijk ook complotteerden tegen de regering.